# Marcin Warcholak
Marcin Warcholak (Wschowa, 8 agosto 1989) è un calciatore polacco, difensore dell'Olimpia Grudziądz.

## Carriera
Ha giocato nella prima divisione polacca.

## Palmarès

### Club

#### Competizioni nazionali
- Coppa di Polonia: 1

Arka Gdynia: 2016-2017
- Supercoppa di Polonia: 1

Arka Gdynia: 2017
- I liga: 1

Arka Gdynia: 2015-2016